# Autodrome St-Félicien
L'Autodrome St-Félicien est un complexe de sports motorisés situé dans la ville de Saint-Félicien (Québec) (Canada), dans la région du Lac Saint-Jean, fondé en 1975.
Le complexe comprend une piste tri-ovale de 1/2 mille (environ 0,8 km) présentant des courses de type stock-car, une piste d'accélération de 1/4 de mille (environ 0,4 km) et un circuit routier de 1 mille (1,6 km).

## Histoire
Plusieurs grandes séries se sont produites à l'autodrome au fil des ans: NASCAR North Tour, ACT Pro Stock Tour, ACT Tour, Série Suprême ADL Tobacco, Série nationale Castrol, Série ACT Castrol, le championnat Superbike Toyota Canadien sanctionné par ASM et des courses de Formule Ford Québec.
Le 14 août 1977, une tranche du championnat de Formule Atlantique s'est déroulée sur le circuit routier de l'Autodrome St-Félicien, course remportée par le légendaire Gilles Villeneuve. Plusieurs autres grands noms du sport automobile participèrent à cette course dont Didier Pironi, futur coéquipier de Villeneuve chez Ferrari, Bobby Rahal, trois fois champion de la série CART en 1986, 1987 et 1992, et Keke Rosberg, champion du monde de Formule 1 en 1982.

## Vainqueurs des courses de la Série nationale Castrol et Série ACT Castrol
- 18 juin 2005 Karl Allard
- 30 juillet 2005 Sylvain Lacombe
- 24 juin 2006 Alexandre Gingras
- 29 juillet 2006 Karl Allard
- 5 juillet 2008 Jean-François Déry
- 10 juillet 2010 Patrick Laperle
- 1er août 2015 Dany Trépanier

## Vainqueurs des courses ACT Tour
- 25 juillet 1998 Brian Hoar
- 26 juillet 1998 Brian Hoar
- 18 septembre 1999 Alexandre Gingras
- 18 septembre 1999 Mark Barnier

## Vainqueurs des courses ACT Pro Stock Tour
- 16 juillet 1989 Jean-Paul Cabana
- 12 août 1990 Randy MacDonald
- 21 juillet 1991 Kevin Lepage
- 19 juillet 1992 Kevin Lepage
- 6 août 1995 Dave Whitlock

## Vainqueurs des courses NASCAR North Tour
- 3 août 1980 Beaver Dragon
- 11 juillet 1981 Robbie Crouch
- 11 juillet 1981 Phil Gerbode